# ArenaBall Philippines 2011
La ArenaBall Philippines 2011 è stata la 2ª edizione del campionato filippino di football americano di primo livello, organizzato dalla ATFFP. Il campionato è stato disputato a 9 giocatori.

## Squadre partecipanti
| Club                 | Città    | Stadio | Sponsor ufficiale | Risultato nella stagione 2010 |
| -------------------- | -------- | ------ | ----------------- | ----------------------------- |
| Makati Rebels        | Makati   |        |                   |                               |
| Manila Wolves        | Manila   |        |                   |                               |
| Manila Bandits       | Manila   |        |                   |                               |
| San Juan Juggernauts | San Juan |        |                   |                               |

## Stagione regolare

### Calendario

#### 1ª giornata
| 30 aprile 2011 | Manila Bandits | 32 – 0 | Manila Wolves |  |

| 30 aprile 2011 | San Juan Juggernauts | 25 – 6 | Makati Rebels |  |

#### 2ª giornata
| 14 maggio 2011 | Makati Rebels | 6 – 21 | Manila Bandits |  |

| 14 maggio 2011 | Manila Wolves | 6 – 33 | San Juan Juggernauts |  |

#### 3ª giornata
| 28 maggio 2011 | Manila Bandits | 26 – 0 | San Juan Juggernauts |  |

| 28 maggio 2011 | Makati Rebels | 21 – 0 | Manila Wolves |  |

#### 4ª giornata
| 11 giugno 2011 | Manila Wolves | 0 – 44 | San Juan Juggernauts |  |

| 11 giugno 2011 | Makati Rebels | 13 – 14 | Manila Bandits |  |

#### 5ª giornata
| 2 luglio 2011 | Makati Rebels | 26 – 6 | San Juan Juggernauts |  |

| 2 luglio 2011 | Manila Bandits | 61 – 0 | Manila Wolves |  |

#### 6ª giornata
| 9 luglio 2011 | Manila Bandits | 20 – 6 | San Juan Juggernauts |  |

| 9 luglio 2011 | Makati Rebels | 27 – 0 | Manila Wolves |  |

### Classifica
La classifica della regular season è la seguente:
- PCT = percentuale di vittorie, G = partite giocate, V = partite vinte,  P = partite perse, PF = punti fatti, PS = punti subiti

| Pos. | Squadra              | PCT   | G | V | N | P | PF  | PS  |
| ---- | -------------------- | ----- | - | - | - | - | --- | --- |
| 1    | Manila Bandits       | 1.000 | 6 | 6 | 0 | 0 | 181 | 25  |
| 2    | San Juan Juggernauts | .500  | 6 | 3 | 0 | 3 | 114 | 84  |
| 3    | Makati Rebels        | .500  | 6 | 3 | 0 | 3 | 99  | 66  |
| 4    | Manila Wolves        | .000  | 6 | 0 | 0 | 6 | 6   | 218 |

## Playoff

### Tabellone
|  | Super Four | Super Four           | Super Four |                      |   | II ArenaBowl   | II ArenaBowl | II ArenaBowl |  |
|  |            |                      |            |                      |   |                |              |              |  |
|  | 1          | Manila Bandits       | 61         |                      |   |                |              |              |  |
|  | 1          | Manila Bandits       | 61         |                      |   |                |              |              |  |
|  | 4          | Manila Wolves        | 0          |                      |   |                |              |              |  |
|  | 4          | Manila Wolves        | 0          |                      | 1 | Manila Bandits | 14           |              |  |
|  |            |                      |            |                      | 1 | Manila Bandits | 14           |              |  |
|  |            |                      | 2          | San Juan Juggernauts | 6 |                |              |              |  |
|  | 2          | San Juan Juggernauts | 2          | San Juan Juggernauts | 6 | 6              |              |              |  |
|  | 2          | San Juan Juggernauts |            |                      |   |                |              |              |  |
|  | 3          | Makati Rebels        | 0          |                      |   |                |              |              |  |

### Super Four
| 23 luglio 2011 | Manila Bandits | 61 – 0 | Manila Wolves |  |

| 23 luglio 2011 | San Juan Juggernauts | 6 – 0 | Makati Rebels |  |

### ArenaBowl II
| 13 agosto 2011 | Manila Bandits | 14 – 6 | San Juan Juggernauts |  |

## Verdetti
- Manila Bandits Campioni della Filippine 2011